# Belloppia shealsi
Belloppia shealsi är en kvalsterart som beskrevs av Hammer 1968. Belloppia shealsi ingår i släktet Belloppia och familjen Oppiidae. Inga underarter finns listade.